# Ел Фараби
Абу Наср Мухамед ибн Тархан Фараби, познатији као Ел Фараби или на западу Алфарабијус (око 870 — 950) је био велики персијски филозоф, научник и музичар. Сматра се „другим учитељем исламске филозофије“, после Аристотела и једним од највећих исламских филозофа и научника свога времена. Бавио се још и космологијом, логиком, музиком, психологијом и социологијом.
Ел Фараби је био један од првих филозофа који су пренели Аристотелову логику у исламски свет. Исцрпно је коментарисао Аристотелове списе из логике, и развио Аристотелов опис интелекта. О њему се причало да је Аристотелову расправу О духу прочитао 40 пута, а његову Реторику 200 пута, а да притом није осетио никакву презасићеност. „Мора да је имао добар стомак“, коментарисао је ту анегдоту Хегел.
Такође показује утицај неоплатонизма — сматра да је стварање еманација, а тела у прослору слика душе света. Његово дело „Град врлина“ представља верзију Платонове „Државе“, која је опис идеалног друштва где цветају све врлине.

## Биографија
Абу Наср ел Фараби је рођен у Фарабу, у данашњем Отрару у Казахстану, који се налазио на Путу свиле. Учио је филозофију и логику код несторијанских хришћана Јухане ибн Гајлана и Абу Бишра Матаа ибн Јунуса. Фараби је пропутовао многе крајеве исламског света, укључујући и Египат и Дамаск. Пред крај живота позван је на двор Сајфудавла, хамданитског владара Дамаска, где је умро у 80. години.

## Дела
Према мишљењу многих истраживача и писаца, Фараби је утемељивач исламске филозофије, с обзиром на то да је први у свету представио потпуно самосталну филозофску школу. Он је такође утемељио политичку филозофију у исламу и оставио иза себе драгоцена дела из те области, од којих можемо издвојити: Арау ахл ал-мадина ал-фадила [Мишљења становника „врлог града”], Тахсил ас-са'ада [Стицање блаженства] и Китаб ас-сијасат ал-маданијја [Грађанска политика].
Фараби је у исламском свету био познат као врхунски познавалац логике. Логику је учио код славног логичара Абу Бишра Матаа ибн Јунуса (умро 940.). Кифти и Ибн Аби Усајби'а тврде да је Фараби за кратко време превазишао свог учитеља у логици иако је био много млађи од Абу Бишра.
Фараби је такође написао многе друге књиге у којима маестрално износи своја учења. Наравно, кад је реч о неким насловима, постоји сумња у то да ли су исправно њему приписани.
Као што у старогрчкој филозофији Аристотел први пут презентује системску категоризацију наука, иако он није први филозоф нити први научник, у исламском свету Кинди и његови ученици, који су пре осталих почели да се баве филозофијом у исламу, нису успели да представе нови системски поглед на науку и методологију него је то први учинио Фараби у свом делу Ихса ал-'улум [Пребројавање наука]. Ову књигу касније на латински језик преводи Доминго Гундисалво под насловом Де сциентиис.

## Фарабијеви савременици и његови наследници
Од Фарабијеве смрти 950. године, до научног успона Ибн Сине почетком XI века − у периоду који је потрајао неких педесетак година − појавио се велики број учењака и утицајних ауторитета у исламском свету. Неки од њих били су директни ученици и следбеници Фарабијеве филозофске школе, док су други у својим филозофским истраживањима следили Киндијеве доктрине.
Неки од Фарабијевих следбеника и наследника су:
- Јахја ибн Адиј;
- Абу Сулејман Сиџистани;
- Абул-Хасан Амири;
- Абу Хајан Тоухиди.